# طی‌الارض
طی‌الارض  یا دورنوردی در برخی مکاتب عرفان از جمله در تصوف و کابالا به نوعی پیمودن بین دو مکان گفته می‌شود که در آن فاعل با اتکا به اراده خودش بدون حرکت از مکانی به مکانی دیگر منتقل می‌شود.

## تعاریف
لغت نامه دهخدا در تشریح طی‌الارض می‌نویسد:
نوعی کرامت که بجای گام برداشتن و رفتن، زمین در زیر پای آدمی به تندی، پیچیده شود و او به مقصد خویش هر چند دور باشد در مدتی بسیار کم رسد
و علمای شیعه نیز در تعریف آن آورده‌اند:
اعدام جسم و بدن در مکان اوّل، و احضار و ایجادش در مکان مقصود
که ابن ندیم نیز در تأیید آن نوشته:
و یذکر ان الاطریق تطوی له (میمون القداح) فیمضی الی این احب فی اقرب مده
و بعضی از علما نیز در تعریف آن گفته‌اند:
پیچیده شدن زمین در زیر پای آدمی را طی الطریق گویند.

## در قرآن
بسیاری از صاحبنظران در اسلام، طی‌الارض را ریشه در آیات ۳۸–۴۰ از نمل می‌دانند:
۳۸: سلیمان گفت: «ای بزرگان، کدام یک از شما می‌توانید تخت او (ملکه سبا) را برای من بیاورید، قبل از اینکه آنها به عنوان تسلیم شدگان به اینجا برسند.»
۳۹: یک عفریت از جن‌ها گفت: «من می‌توانم قبل از اینکه تو بایستی، آن را نزد تو بیاورم. من قدرت کافی برای انجام این کار را دارم.»
۴۰: آن کسی که از کتاب علم داشت گفت: «من می‌توانم تا چشم برهم زنی آن را نزد تو بیاورم.» هنگامی که او (سلیمان) آن را جلوی خود مستقر دید گفت: «این رحمتی است از جانب پروردگار من، که با آن من را امتحان می‌کند، تا نشان دهد که من سپاس‌گزار هستم یا ناسپاس. هر کسی که سپاس‌گزار باشد به نفع خود سپاس‌گزار است و اگر کسی ناسپاس شود، پس پروردگار من به او نیازی ندارد، محترم‌ترین.»
در این آیات اعتقاد بر این است که شخص در آیه سوم همان آصف ابن برخیا است، که مقام پیامبری نداشت. حدیثی از جعفر صادق انتقال تخت ملکه سبا را توسط آصف با «طی‌الارض» بیان کرده‌است و حدیث دیگری از محمد باقر قدرت آصف بن برخیا را به دانش وی از اسامی خداوند نسبت می‌دهد:
اسم اعظم خداوند، هفتاد و سه حرف است. آصف بن برخیا فقط یکی از آن حروف را می‌دانست که توانست زمین را درهم نوردد و قبل از یک چشم برهم زدن، تخت بلیقس را از سرزمین سبا نزد سلیمان حاضر سازد و ما ائمّه معصومین هفتاد و دو حرف از آن را می‌دانیم. یک حرف را هم خداوند به خودش اختصاص داده و تنها نزد اوست.
همچنین در سوره اسرا نیز به طی‌الارض اشاره ای شده:
۱:پاک و منزه است کسی که شبی بنده‌اش (محمد) را از مسجد الحرام به مسجد الاقصا که پیرامونش را برکت بخشیدیم، سیر داد تا به او نمونه‌هایی از آیات خویش را نشان دهیم؛ اوست که شنوا و بینا است.

## مفاهیم طی‌الارض در غرب
مفاهیم موازی و مشابه با آنچه که در اسلام طی‌الارض نام دارد را می‌توان در غرب نیز مشاهده نمود.
به‌طور نمونه در گزارشی در سال ۲۰۰۴ به نیروی هوایی ایالات متحده آمریکا، دکتر اریک دیویس (به انگلیسی: Eric W. Davis, Ph.D) به این سازمان نظامی توصیه کرد که نظریهٔ p-Teleportation را بررسی کنند. در تعریف این پدیده نوشته شده:
انتقال انسان یا اشیا بی جان با توسل به نیروهای ذهنی
در سال ۲۰۰۸ نیز فیلم Jumper حاوی مضامین انتقال با صرف اراده، توسط هالیوود نیز به نمایش درآمد.
در مجموعه فیلم ها و رمان های تلماسه اثر فرنک هربرت، پدیده‌ای شبیه به طی‌الارض وجهه‌ای آمیخته با فناوری پیدا کرده و اثر هولتزمن (به انگلیسی: Holtzman effect) نام دارد که انسان‌ها از این قدرت برای جابجایی خود و اشیا میان فضای جهان هستی به صورت لحظه‌ای به صورت «جابجایی بدون حرکت» استفاده می‌کنند.

## از دید تصوف
در برخی مکاتب تصوف، به طی‌الارض، «طی المکان» نیز گفته شده. در رساله قشیریه، اینگونه کرامات فقط مخصوص «اولیاالله» دانسته شده‌اند و بر خلاف معجزات پیامبر، اکتسابی و غیر دعوی می‌باشند.
سخن از طی المکان و کرامات در کتب عرفانی بسیار به میان آمده، که به‌طور نمونه می‌توان به روایات ابوسعید ابوالخیر یا طریقت مولانا یا داستان‌های منتسب به حضرت خضر در این باب اشاره نمود؛ و گزارش‌های زیادی در این میان می‌توان در ادبیات تصوف دید. به‌طور نمونه ادریس شاه و رابرت گریوز (به انگلیسی: Robert Graves) وقایعی را روایت می‌کنند که در آن اعضای صوفیان عظیمیه «همانند شیخان قدیم همزمان در چند مکان حضور داشتند.» یا روایات دیگری را می‌توان در تذکرة الاولیا منتسب به عطار نیشابوری، یا نوشته‌های ابن عربی و روایات بایزید بسطامی یافت.
با اینحال، در این نوشته‌ها، اولیاالله، صاحبان این قدرت، کسانی اند که بر مردم پوشیده‌اند، و حتی خود از یکدیگر بی خبرند.

## در مکاتب شیعه
در اصول کافی نیز سخن از طی‌الارض نیز به میان آمده، و اسناد مکتوبی در باب طی‌الارض امامان شیعه در تاریخ و مهدی موعود نیز موجود است. مفاهیم فلسفی کرامات و طی‌الارض را می‌توان در نوشته‌های سید شهاب‌الدین مرعشی نجفی، سید محمدحسین طباطبایی، سید محمدحسین حسینی طهرانی، و ملاصدرا نیز با تعابیر مختلف جستجو یا مشاهده کرد.

## در مکاتب یهودی
طی‌الارض مفهومی است که در مکاتب عرفانی یهودیان نیز با نام (به انگلیسی: Kefitzat Haderech) و (به عبری: קְפִיצַת הַדֶּרֶךְ) نیز دیده شده‌است.